# Ö3 Austria Top 40
Ö3 Austria Top 40 je oficiální rakouská hitparáda singlů a také rozhlasová show, kterou prezentuje a vysílá Hitradio Ö3. Jsou v ní představovány rakouské singly, vyzváněcí tóny a download hitparáda. Hitparáda vznikla 26. listopadu 1968 pod názvem "Disk Parade".
Online verze hitparády jsou na charts.orf.at a austriancharts.at a mají 75 pozic, přičemž se i přesto charts.orf.at označuje jako "Ö3 Austria Top 40".